# Eupithecia assectata
Eupithecia assectata es una especie de polilla de la familia Geometridae. La especie fue descrita por primera vez en 1904, con distribución en Asia Central. El sintipo de la especie fue descrita en los alrededores de Samarkand, Issyk-Kul, Togus-toraua una altura de 2350 a 3750 metros (7710,0 a 12 303,1 pies).